# بوهدالوویتسه
بوهدالوویتسه (به چکی: Bohdalovice) یک منطقهٔ مسکونی در جمهوری چک است که در ناحیه تشسکی کروملوو واقع شده‌است. بوهدالوویتسه ۳۰٫۸۱ کیلومتر مربع مساحت و ۳۲۲ نفر جمعیت دارد و ۵۳۳ متر بالاتر از سطح دریا واقع شده‌است.